# Emil Anneke
Emil Carl Friedrich Wilhelm Anneke (* 13. Dezember 1823 in Dortmund; † 27. Oktober 1888 in Bay City, Michigan) war ein deutscher Revolutionär und US-amerikanischer Journalist und Jurist. Wie sein Bruder Fritz wurden sie gelegentlich mit dem abgewandelten Familiennamen Annecke in Zeitschriften genannt.

## Leben
Anneke war der Sohn eines preußischen Oberberginspektors, der aus beruflichen Gründen mit dem aufkommenden Ruhrbergbau aus der Mark Brandenburg ins westfälische Dortmund gezogen war. Die Familie Annecke stammt ursprünglich aus dem Dorf Schadeleben im heutigen Sachsen-Anhalt.
Über Annekes Aktivitäten während der Revolution von 1848/1849 ist nichts Genaueres bekannt. Nach einem Studium der Mathematik, der Naturwissenschaften und der Rechtswissenschaften an der Berliner Universität absolvierte er eine Ausbildung als Bergassessor, die ihn durch viele Teile Europas führte. 1849 wanderte er wie sein Bruder Fritz in die USA aus, wo er zunächst als Journalist bei der New Yorker Staats-Zeitung tätig wurde und sich später in Michigan niederließ, wo er die Republikanische Partei mitgründete und 1862 der erste republikanische Auditor General (etwa mit dem Präsidenten eines Rechnungshofes in Deutschland vergleichbar, in den USA allerdings ein politisches Wahlamt) wurde. Er hatte diesen Posten bis 1866 inne und ließ sich anschließend als Rechtsanwalt zunächst in East Saginaw und anschließend ab 1874 in Bay City nieder.
Noch 1859 wurde Anneke in Westfalen von den preußischen Behörden steckbrieflich zusammen mit seinem Bruder Carl wegen Fahnenflucht gesucht. Der ältere Bruder Fritz, Kommandeur der Pfälzischen Volkswehr, war 1851 in Zweibrücken wegen „Terrorismus“ und „Gefährdung der inneren Sicherheit“ sowie „Landesverrats“ in Abwesenheit zum Tode verurteilt worden.